# 14309 Defoy
14309 Defoy eller A908 SA är en asteroid i huvudbältet, som upptäcktes den 22 september 1908 av den österrikiske astronomen Johann Palisa. Den är uppkallad efter Ilse Defoy.
Den korsar Mars omloppsbana.